# El anacoreta
El anacoreta és una pel·lícula espanyola dirigida per Joan Estelrich March, que va escriure el guió juntament amb Rafael Azcona, i protagonitzada per Fernando Fernán Gómez i Martine Audo en 1976, amb la qual Fernán Gómez va guanyar el seu primer premi internacional: l'Ós de Plata del 27è Festival Internacional de Cinema de Berlín, en 1976.
Segons conta Joan Estelrich (fill) en la seva conferència sobre la pel·lícula El anacoreta, pronunciada a El Escorial amb motiu de la celebració dels Cursos d'Estiu que la Universitat Complutense de Madrid realitza allí cada any, l'origen de la pel·lícula radica en el projecte que Alfredo Matas li va proposar al seu pare per a realitzar una pel·lícula amb catorze milions de pessetes. «“Per això faig una peli seriosa, encara que hagi de rodar-la en un bany”, va dir Azcona. Dit i fet. Azcona va començar a escriure el guió juntament amb Joan Estelrich, basat en el llibre de Flaubert titulat La temptació de Sant Antoni, però, com no tenien un gran pressupost, van substituir el desert per un bany i a Sant Antoni per Fernando Fernán Gómez, que va accedir a fer la pel·lícula encantat». La figura de la reina de Saba va ser encarnada per la bella model Martine Audo, que va debutar com a actriu en aquesta coproducció hispano-francesa.
En aquesta pel·lícula les temptacions són, principalment, l'amor (la reina de Saba) i els diners, el poder, representat pel marit d'Arabel Lee (el famós actor francès Claude Dauphin). Seguint la idea de Buñuel, van buscar una música accidental per a la pel·lícula, que no sorgís del no-res, sinó que estigués dins de l'acció d'aquesta. Malgrat el poc pressupost amb el qual contaven per a fer la pel·lícula, El anacoreta va aconseguir recaptar una gran suma de diners, ja que va estar 25 setmanes en cartell, una cosa insòlita per a l'època. L'encant de la pel·lícula resideix en la gran quantitat de plans que es prenen per a realitzar-la, malgrat haver-se rodat en un espai molt petit, sense que la pel·lícula resulti per això aclaparadora i avorrida.

## Sinopsi
Fernando Tobajas, un home de mitjana edat i avantatjada posició econòmica, decideix cert dia viure en el bany, que ha modificat de manera que sembli un petit apartament, i no sortir mai d'ell. És un home que ha renunciat a tot excepte a la seva vanitat, i els seus contactes amb el món es redueixen a les visites dels amics i als missatges que envia, tancats en tubs d'aspirines, per l'excusat, amb l'esperança que algú els rebi i sàpiga així que ell existeix. Arabel Lee, una noia preciosa, troba un d'aquests missatges; un en el qual aquest modern anacoreta fa una reflexió sobre Sant Antoni i la Reina de Saba. Arabel decideix visitar-lo i jugar a ser la Reina de Saba, i a poc a poc, acaben per enamorar-se mútuament. Mr. Boswell, un madur milionari anglès i amant de la noia, que no es resigna a perdre-la, enginya un sistema per recuperar Arabel; se les arregla per a deixar l'anacoreta tot sol amb ella, sense servei i sense diners. Tots dos descobreixen que la relació no durarà molt: Fernando, fora del bany, seria un tipus vulgar i sense gens d'interès i, d'altra banda, com oferiria a Arabel el tren de vida al qual ella està habituada? Fernando es mostra disposat a sortir al carrer, però Arabel li fa veure que, si ho fa, ella ja no podrà estimar-lo, ja que a qui estima és a l'anacoreta i no a l'home corrent que seria llavors. Sense veure solució, Fernando la convenç perquè torni a Anglaterra i després es lleva la vida, llançant-se per la finestra al pati.

## Repartiment
- Fernando Fernán Gómez - Fernando
- Martine Audó - Arabel Lee
- José María Mompín - Augusto
- Charo Soriano - Marisa
- Claude Dauphin - Boswell
- Maribel Ayuso - Clarita
- Eduardo Calvo - Calvo
- Ángel Álvarez - Alvarez
- Ricardo G. Lilló - Lillo (as Ricardo Lillo)
- Isabel Mestres - Sandra
- Luis Ciges - Wis-Burte
- Sergio Mendizábal
- Antonio Almorós - Norberto
- Vicente Haro - Maitre
- Pedro Beltrán - Cojo
- Rafael Albaicín - Lenteja
- Enrique Soto - Inspector

## Premis
32a edició de les Medalles del Cercle d'Escriptors Cinematogràfics
| Categoria   | Candidat                     | Resultat   |
| ----------- | ---------------------------- | ---------- |
| Millor guió | Rafael Azcona Juan Estelrich | Guanyadors |

- Ós de Plata a la millor interpretació masculina al 27è Festival Internacional de Cinema de Berlín per Fernando Fernán Gómez